# Ван Ханегем, Вим
Ви́ллем (Вим) ван Ха́негем (нидерл. Willem "Wim" van Hanegem; род. 20 февраля 1944, Брескенс, Зеландия) — нидерландский футболист и футбольный тренер. Выступал на позиции полузащитника.

## Карьера

### В сборной
В сборной Нидерландов Вим ван Ханегем дебютировал 30 мая 1968 года в товарищеском матче со сборной Шотландии, завершившимся со счётом 0:0. В составе сборной ван Ханегем принял участие в чемпионате мира 1974 года, на котором сыграл во всех матчах нидерландской сборной и завоевал серебряные медали и чемпионате Европы 1976 года, на котором голландцы завоевали бронзовые медали. Своё последнее выступление за сборную ван Ханегем провёл в товарищеском матче со сборной Бельгии 26 сентября 1979 года, тот матч завершился победой голландцев со счётом 1:0. Всего же за сборную Нидерландов Вим ван Ханегем провёл 52 матча, в которых забил 6 голов.
| №  | Дата             | Соперник          | Счёт | Голы | Турнир                    |
| 1  | 30 мая 1968      | Шотландия         | 0:0  | -    | Товарищеский матч         |
| 2  | 5 июня 1968      | Румыния           | 0:0  | -    | Товарищеский матч         |
| 3  | 4 сентября 1968  | Люксембург        | 2:0  | 1    | Отборочный матч к ЧМ 1970 |
| 4  | 27 октября 1968  | Болгария          | 0:2  | -    | Отборочный матч к ЧМ 1970 |
| 5  | 7 мая 1969       | Польша            | 1:0  | -    | Отборочный матч к ЧМ 1970 |
| 6  | 7 сентября 1969  | Польша            | 1:2  | -    | Отборочный матч к ЧМ 1970 |
| 7  | 22 октября 1969  | Болгария          | 1:1  | -    | Отборочный матч к ЧМ 1970 |
| 8  | 5 ноября 1969    | Англия            | 0:1  | -    | Товарищеский матч         |
| 9  | 14 января 1970   | Англия            | 0:0  | -    | Товарищеский матч         |
| 10 | 11 октября 1970  | Югославия         | 1:1  | -    | Отборочный матч к ЧЕ 1972 |
| 11 | 11 ноября 1970   | ГДР               | 0:1  | -    | Отборочный матч к ЧЕ 1972 |
| 12 | 2 декабря 1970   | Румыния           | 2:0  | -    | Товарищеский матч         |
| 13 | 24 февраля 1971  | Люксембург        | 6:0  | -    | Отборочный матч к ЧЕ 1972 |
| 14 | 4 апреля 1971    | Югославия         | 0:2  | -    | Отборочный матч к ЧЕ 1972 |
| 15 | 10 октября 1971  | ГДР               | 3:2  | -    | Отборочный матч к ЧЕ 1972 |
| 16 | 1 декабря 1971   | Шотландия         | 2:1  | -    | Товарищеский матч         |
| 17 | 16 февраля 1972  | Греция            | 5:0  | -    | Товарищеский матч         |
| 18 | 3 мая 1972       | Перу              | 3:0  | 1    | Товарищеский матч         |
| 19 | 30 августа 1972  | Чехословакия      | 2:1  | -    | Товарищеский матч         |
| 20 | 1 ноября 1972    | Норвегия          | 9:0  | -    | Отборочный матч к ЧМ 1974 |
| 21 | 19 ноября 1972   | Бельгия           | 0:0  | -    | Отборочный матч к ЧМ 1974 |
| 22 | 28 марта 1973    | Австрия           | 0:1  | -    | Товарищеский матч         |
| 23 | 2 мая 1973       | Испания           | 3:2  | -    | Товарищеский матч         |
| 24 | 22 августа 1973  | Исландия          | 5:0  | 1    | Отборочный матч к ЧМ 1974 |
| 25 | 29 августа 1973  | Исландия          | 8:1  | 1    | Отборочный матч к ЧМ 1974 |
| 26 | 12 сентября 1973 | Норвегия          | 2:1  | -    | Отборочный матч к ЧМ 1974 |
| 27 | 27 марта 1974    | Австрия           | 1:1  | -    | Товарищеский матч         |
| 28 | 26 мая 1974      | Аргентина         | 4:1  | -    | Товарищеский матч         |
| 29 | 5 июня 1974      | Румыния           | 0:0  | -    | Товарищеский матч         |
| 30 | 15 июня 1974     | Уругвай           | 2:0  | -    | Чемпионат мира 1974       |
| 31 | 19 июня 1974     | Швеция            | 0:0  | -    | Чемпионат мира 1974       |
| 32 | 23 июня 1974     | Болгария          | 4:1  | -    | Чемпионат мира 1974       |
| 33 | 26 июня 1974     | Аргентина         | 4:0  | -    | Чемпионат мира 1974       |
| 34 | 30 июня 1974     | ГДР               | 2:0  | -    | Чемпионат мира 1974       |
| 35 | 3 июля 1974      | Бразилия          | 2:0  | -    | Чемпионат мира 1974       |
| 36 | 7 июля 1974      | ФРГ               | 1:2  | -    | Чемпионат мира 1974       |
| 37 | 4 сентября 1974  | Швеция            | 5:1  | -    | Товарищеский матч         |
| 38 | 25 сентября 1974 | Финляндия         | 3:1  | -    | Отборочный матч к ЧЕ 1976 |
| 39 | 9 октября 1974   | Швейцария         | 1:0  | -    | Товарищеский матч         |
| 40 | 20 ноября 1974   | Италия            | 3:1  | -    | Отборочный матч к ЧЕ 1976 |
| 41 | 30 апреля 1975   | Бельгия           | 0:1  | -    | Товарищеский матч         |
| 42 | 17 мая 1975      | ФРГ               | 1:1  | 1    | Товарищеский матч         |
| 43 | 3 сентября 1975  | Финляндия         | 4:1  | -    | Отборочный матч к ЧЕ 1976 |
| 44 | 10 сентября 1975 | Польша            | 1:4  | -    | Отборочный матч к ЧЕ 1976 |
| 45 | 22 мая 1976      | Бельгия           | 2:1  | -    | Отборочный матч к ЧЕ 1976 |
| 46 | 16 июня 1976     | Чехословакия      | 1:3  | -    | Чемпионат Европы 1976     |
| 47 | 31 августа 1977  | Исландия          | 4:1  | 1    | Отборочный матч к ЧМ 1978 |
| 48 | 12 октября 1977  | Северная Ирландия | 1:0  | -    | Отборочный матч к ЧМ 1978 |
| 49 | 26 октября 1977  | Бельгия           | 1:0  | -    | Отборочный матч к ЧМ 1978 |
| 50 | 22 февраля 1978  | Израиль           | 2:1  | -    | Товарищеский матч         |
| 51 | 20 мая 1978      | Австрия           | 1:0  | -    | Товарищеский матч         |
| 52 | 26 сентября 1979 | Бельгия           | 1:0  | -    | Товарищеский матч         |

Итого: 52 матча / 6 голов; 32 победы, 10 ничьих, 10 поражений.

## Достижения

### Командные
Сборная Нидерландов
- Серебряный призёр чемпионата мира: 1974
- Бронзовый призёр чемпионата Европы: 1976

«Фейеноорд»
- Чемпион Нидерландов (3): 1968/69, 1970/71, 1973/74
- Серебряный призёр чемпионата Нидерландов (6): 1969/70, 1971/72, 1972/73, 1974/75, 1975/76, 1978/79
- Обладатель Кубка Нидерландов: 1969
- Обладатель Кубка европейских чемпионов: 1969/70
- Обладатель Кубка УЕФА: 1973/74
- Обладатель Межконтинентального кубка: 1970

АЗ’67
- Бронзовый призёр чемпионата Нидерландов (2): 1976/77, 1977/78
- Обладатель Кубка Нидерландов: 1978

«Утрехт»
- Бронзовый призёр чемпионата Нидерландов: 1980/81

### Тренерские
«Фейеноорд»
- Чемпион Нидерландов: 1993
- Серебряный призёр чемпионата Нидерландов: 1993/94
- Обладатель Кубка Нидерландов (2): 1993/94, 1994/95
- Финалист Суперкубка Нидерландов (3): 1993, 1994, 1995

АЗ’67
- Чемпион первого дивизиона Нидерландов: 1998

### Личные
- Номинант на Золотой мяч: 1970